# Lucas Quintana
Lucas Darío Quintana Rodríguez (2 de enero de 2005, Paraguay) es un futbolista paraguayo que juega como defensa central en el Club Cerro Porteño de la Primera División de Paraguay.

## Trayectoria
Lucas Quintana se formó en las divisiones juveniles del Club Cerro Porteño y fue promovido al primer equipo en 2023. Debutó oficialmente el 29 de enero de 2023 en un partido de la Primera División de Paraguay ante Sportivo Ameliano.

## Selección nacional
Ha sido convocado a la selección de fútbol sub-20 de Paraguay, participando en el Campeonato Sudamericano Sub-20 de 2025 en Venezuela, donde disputó 3 partidos como titular.

## Estadísticas

### Clubes[7]
| Temporada     | Equipo             | Liga          | Liga | Liga  | Copas nacionales | Copas nacionales | Copas nacionales | Copas continentales | Copas continentales | Copas continentales | Total | Total | Total |
| Temporada     | Equipo             | Comp          | Part | Goles | Comp             | Part             | Goles            | Comp                | Part                | Goles               | Part  | Goles |       |
| ------------- | ------------------ | ------------- | ---- | ----- | ---------------- | ---------------- | ---------------- | ------------------- | ------------------- | ------------------- | ----- | ----- | ----- |
| 2023          | Club Cerro Porteño | PD            | 12   | 0     | CP               | 2                | 0                | CL                  | 0                   | 0                   | 14    | 0     |       |
| 2024          | Club Cerro Porteño | PD            | 12   | 0     | CP               | 2                | 0                | CL                  | 0                   | 0                   | 14    | 0     |       |
| 2025          | Club Cerro Porteño | PD            | 7    | 0     | CP               | 0                | 0                | CL                  | 2                   | 0                   | 9     | 0     |       |
| Total carrera | Total carrera      | Total carrera | 31   | 0     |                  | 4                | 0                |                     | 2                   | 0                   | 37    | 0     |       |

### Selección nacional[1]
| Torneo                         | Edición | Partidos | Goles | Asistencias |
| ------------------------------ | ------- | -------- | ----- | ----------- |
| Campeonato Sudamericano Sub-20 | 2025    | 4        | 0     | 0           |